# Atitude social
Atitude social é o processo da consciência individual que determina a real ou possível actividade do indivíduo no mundo social. Para alguns autores é ainda a tendência de agir da maneira coerente com referência a certo objecto.
Atitude
Grande parte da conduta humana, sobretudo a conduta social, seria inexplicável sem o conceito de "atitude", que tem recebido diversas interpretações na psicologia moderna.
O americano Gordon Allport definiu a atitude como uma disposição nervosa e mental, fruto da experiência e que exerce uma influência dinâmica e orientadora sobre todos os objetos e situações com os quais guarda alguma relação. Nesse sentido, pode-se considerar a atitude como uma forma de motivação social (portanto, de caráter secundário em relação à motivação biológica, de tipo primário), que impulsiona e orienta a ação para determinados objetivos ou metas.
Além dos processos motivacionais, é possível encontrar na atitude componentes cognitivos e afetivos. De fato, tem-se conjecturado sobre a interconexão entre as variáveis de caráter emotivo da personalidade, isto é, a relação entre os traços do temperamento e as atitudes.
Por outro lado, cabe definir as atitudes como algo mais distante das "tendências" e mais próximo das "convicções", que guiam a ação mediante o reforço da orientação para um determinado objetivo. Nessa perspectiva, uma atitude é menos específica que um motivo, uma vez que não se refere a uma tendência realmente existente, mas somente à probabilidade de que ela possa ocorrer em determinadas circunstâncias. Outra diferença entre motivo e atitude residiria no caráter relativamente variável do primeiro frente à maior persistência da segunda, que seria uma disposição geral do indivíduo de enfrentar os fatos de determinada maneira.
Na linguagem geral, o termo tende, porém, a ser particularizado: fala-se, assim, de uma atitude agressiva perante certas situações por parte de uma pessoa, o que não implica que ela possua, habitualmente, uma personalidade agressiva
©Encyclopædia Britannica do Brasil Publicações Ltda.